# Irmãs de São João Batista e Santa Catarina de Sena
As Irmãs de São João Batista e Santa Catarina de Sena, conhecidas como Medéias, são um instituto religioso feminino de direito pontifício: os membros desta congregação acrescentam ao seu nome a sigla S.G.B.M..

## História
A congregação foi fundada em Gênova em 4 de junho de 1594 por Camilla Medea Ghiglini (1559 - 1624) para a instrução e educação das meninas: suas regras, elaboradas por Ghiglini com a ajuda do jesuíta Bernardino Zanoni, foram aprovadas pelo senado da República Genovesa em 10 de janeiro de 1625.
As Medéias foram erigidas como instituto de direito diocesano com o decreto de Tommaso Pio Boggiani, arcebispo de Gênova, de 15 de janeiro de 1920.
O instituto recebeu o decreto pontifício de louvor em 8 de abril de 1935 e foi aprovado definitivamente pela Santa Sé em 8 de junho de 1942.

## Atividades e difusão
As Medéias dedicam-se à educação dos jovens, à assistência aos enfermos e às missões; sua espiritualidade é de inspiração inaciana.
Além da Itália, estão presentes na Albânia, Argentina, Bolívia, Brasil e República do Congo; a sede geral fica em Roma.
Em 31 de dezembro de 2005, a congregação contava com 90 religiosas em 23 casas.